# بخش کرفتو
بخش کرفتو (کردی: Kereftû) یکی از بخش‌های شهرستان دیواندره در استان کردستان در غرب ایران است.

## تقسیمات کشوری
- دهستان اوباتو
- دهستان زرینه
- دهستان کانی شیرین

شهر: زرینه

## جمعیت
بنابر سرشماری مرکز آمار ایران، جمعیت بخش کرفتو شهرستان دیوان دره در سال ۱۳۸۵ برابر با ۱۸٬۹۳۸ نفر بوده است.